# Drugs.com
Drugs.com és una enciclopèdia farmacèutica en línia que proporciona informació sobre medicaments per a consumidors i professionals sanitaris, principalment als EUA.
El lloc web de Drugs.com és propietat i operat pel Drugsite Trust, una organització privada administrada per dos farmacèutics neozelandesos, Karen Ann i Phillip James Thornton. El lloc conté una biblioteca d'informació que inclou contingut de Cerner Multum, Micromedex de Truven Health Analytics, Wolters Kluwer Health, Food and Drug Administration (FDA) dels Estats Units, ADAM ., Stedmans, AHFS, Harvard Health Publications, Mayoclinic, North American Compendiums i Healthday.

## Història
El domini Drugs.com va ser registrat originalment per Bonnie Neubeck el 1994. L'any 1999, durant el boom del puntcom, Eric MacIver va comprar una opció per comprar el domini a Neubeck. L'agost de 1999, MacIver va vendre el domini a la subhasta per 823.666 dòlars americans a Venture Frogs, una incubadora de startups dirigida per Tony Hsieh i Alfred Lin, coneguda per la seva participació a LinkExchange i posteriorment a Zappos.com. Venture Frogs va vendre el nom de domini drugs.com a un inversor privat el juny de 2001, permetent que Hsieh i Lin se centressin en Zappos.com.
El lloc web de Drugs.com es va llançar oficialment el setembre de 2001. El març de 2008 va anunciar la publicació de Mednotes —una sol·licitud de registre de medicació personal en línia que es connectava a Google Health (el 24 de juny de 2011 Google va anunciar que es retirà Google Health l'1 de gener de 2012). Al maig de 2010, la FDA dels Estats Units va anunciar una col·laboració amb Drugs.com per distribuir les actualitzacions de salut del consumidor al lloc web i a la plataforma mòbil de Drugs.com.